# Louis Mary
Pour les articles homonymes, voir Mary.
Pas d'image ? Cliquez ici

a Compétitions nationales et continentales officielles uniquement.

Dernière mise à jour le 1 juillet 2025.
Louis Mary, né le 12 janvier 2000, est un joueur français de rugby à XV évoluant au poste de pilier gauche.

## Biographie
Louis Mary est formé à la pratique du rugby à XV à Draguignan, au sein du Rugby Club Draguignan à partir de 2008.
Après une brève aventure en catégorie Crabos en sport-étude à Montpellier, il intègre l'équipe espoirs du Stade niçois. En trois saisons, il n'est pas appelé en équipe senior par le manager David Bolgashvili,.
En 2021, il rejoint le centre de formation de l'Union sportive dacquoise, dont l'équipe première évolue comme celle du Stade niçois en Nationale, préparant en parallèle de son parcours sportif un BTS bioqualité. Il participe dès sa première saison à des matchs de l'équipe senior, au terme de laquelle il prolonge son contrat pour une nouvelle année. En 2022-2023, il est l'un cadres de l'équipe et participe à la remontée de l'US Dax en Pro D2, ainsi qu'à la finale concédée contre le Valence Romans DR. Il signe après cela une prolongation de contrat pour une durée de deux années, le conduisant à prendre part aux premières rencontres professionnelles de sa carrière. Ses bonnes performances lors de cette saison 2023-2024 lui valent d'être contacté par l'USA Perpignan, club de Top 14 ; il choisit néanmoins d'honorer la fin de son contrat afin de privilégier sa progression en deuxième division,,.
En début de saison 2024-2025, il est à nouveau approché par des clubs de Top 14, notamment la Section paloise et l'Aviron bayonnais ; Mary donne finalement son accord à l'Union Bordeaux Bègles en vue de la saison à venir,.

## Palmarès
- Championnat de France de Nationale :
  - Vice-champion : 2023 avec l'US Dax.